# Новая волна 1985
Новая волна 1985 года, или Новая волна 85, или Идея 85 — движение китайского современного искусства середины 1980-х, художники которого осваивали достижения западноевропейской классической живописи и развивали собственные течения.

## История

### Возникновение
В течение нескольких десятков лет после завершения Культурной революции в Китай начали активно проникать эстетические и искусствоведческие теории, течения и направления современного искусства Запада. Китай, который в силу исторических причин почти не знал модернизма, оказался сразу вовлеченным в пространство постмодерна. Это явление известно в истории современного искусства как «Новая волна 85», ознаменованная бумом художественных объединений и творческих групп.
21 апреля 1985 года состоялась масштабная конференция в Хуаншане, которая положила начало движению "Новой волны 85". В конференции принимали участие художники, представлявшие различные направления китайского искусства XX века, искусствоведы, культурологи. Основные темы обсуждения: реформирование китайского искусства, необходимость освободить поле для свободного художественного творчества без политического давления. Конференция повлекла за собой раскрепощение творческой мысли: возникло множество направлений, школ, объединившихся в «Идею 85». Примечательно, что и печатные СМИ страны чутко реагировали на изменения в творческой жизни Китая: газеты «Китайское искусство», «Новые идеи в искусстве», журналы «Искусство», «Тяньсуанское искусство» одними из первых периодических изданий стали освещать новаторские движения в живописи Китая конца 1980-х годов.

### Развитие
С 1985 по 1989 год как результат невиданного информационного взрыва на китайской арт-сцене (в Пекине, Шанхае и других центрах) одновременно появились все основные художественные стили и техники, созданные Западом за последнее столетие. В городах часто стали создаваться андеграундные коллективы художников и творческой интеллигенции. Участниками этих многочисленных творческих объединений стали молодые художники с различными взглядами и подходами, часто только покинувшие стены академий.
Кульминацией развития движения «Новая волна 1985» стала выставка «China/Avant-Garde»  («Китай/Авангард»), открытие которой состоялось в феврале 1989 года. Идея организации выставки впервые была высказана в 1986 году на встрече художников-авангардистов в Чжухае, но лишь три года спустя была реализована. Правда, проходила выставка в атмосфере сильного социального напряжения, которое через три месяца вылилось в события на площади Тяньаньмэнь. В день открытия из-за стрельбы в зале, которая являлась частью перформанса молодой художницы, власти приостановили выставку, а её повторное открытие состоялось через несколько дней. «China/Avant-Garde» стала своего рода «точкой невозврата» эпохи авангарда в китайском современном искусстве, так как полгода спустя власти ужесточили контроль во всех сферах общества, приостановив нарастающую либерализацию, и поставили жирную точку в развитии политизированных художественных направлений.

## Влияние
Оценка этого движения различная. Большинство китайских мыслителей соглашаются с тем, что это было модернистское движение, стремившееся восстановить идеи гуманизма и рационализма в национальном сознании. Движение, массовость, стремление к единению определяли состояние артистической среды в 80-е годы.
В рамках движения «Идея 85» в Китае появляются новые реалистические течения в Китае: неореализм и неоклассицизм. В то время художники начали изучать западноевропейскую классическую живопись, уделяя особое внимание именно мастерству реалистической живописи, но на совершенно ином профессиональном уровне, отличном от первых шагов постижения китайскими художниками русского реализма в 1950-е – 1970-е годы. Среди основных представителей неореализма следует выделить Чэнь Даньцина, Ван Цидуня и Ян Фэйюаня. Главным представителем неоклассицизма является художник и педагог Цзинь Шани. Написанная им в начале 1980-х годов картина «Таджикская девушка» стала знаковым событием, началом подъема этого течения в Китае. Среди других работ в таком стиле можно упомянуть «Девушку с Севера» и «Девушку с игрушкой» Яна Фэйюаня, «Мою мечту» Сюй Маняо, «Реку Ихэ» и «Дождь в горах Мэн» Ван Идуна, работы Чао Гэ и др.
В 1987 году в Шанхае была организована «Первая китайская выставка картин маслом». Экспонировавшиеся на ней произведения («Плоды» Цзинь Шани, «Девушка народности мяо» Ли Хуэйана, «Моя мечта» Сюй Маняо и «Пекарня» Сюй Вэйсиня) продемонстрировали уважение китайских авторов к классическим картинам европейских мастеров.
Движение «Новая волна 85-го года» состояло из нескольких десятков творческих объединений, среди них «Северная  молодежная  группа» (Ван Гуанъи,  Ван  Ялинь,  Жэнь Цзянь, Лю Янь и др),  «Сямэньские дадаисты»  (Хуан Юнпин, Цай Гоцян и др.), «Юго-западное арт-сообщество»  (Чжан Сяоган,  Мао Сюйхуэй,  и  др),  а  также  многие другие. В дальнейшем данные художники станут развивать такие течения современного китайского искусства как политический поп-арт, цинический реализм, живопись шрамов, деревенский реализм, вульгарное искусство.